# Rimutaka
Rimutaka Range (zwykle nazywane Rimutakas, również Remutaka Range) – pasmo górskie w Nowej Zelandii na Wyspie Północnej.
Jest jednym z kilku pasm górskich będących częścią biegnącego równolegle do wschodniego wybrzeża wyspy grzbietu, ciągnącego się od Przylądku Wschodniego na północnym wschodzie po stolicę kraju Wellington na południowym zachodzie.

## Geografia
Rimutaka Range ciągnie się na długości 55 km z południowego zachodu (Przylądek Turakirae Head) na północny wschód (górny bieg doliny rzeki Hutt) gdzie graniczy z pasmem Tararua Range. Najwyższym szczytem pasma jest Mount Matthews (940 m n.p.m.).

## Rimutaka Rail Trail
12 sierpnia 1878 przez pasmo przeprowadzono linię kolejową, z najbardziej znanym, stromym odcinkiem Rimutaka Incline (odcinek z maksymalnym nachyleniem 7,7% na długości ok. 4½ km). 30 października 1955 roku odcinek ten zastąpiono tunelem Rimutaka Tunnel. Wyłączony z normalnego ruchu odcinek został odbudowany i stanowi turystyczną oraz historyczną atrakcję.